# Miroslav Filipović
Miroslav Filipović (más néven Tomislav Filipović és Tomislav Filipović-Majstorović Jajca, 1915. június 5. – Zágráb, 1946. június 29.) egy boszniai horvát ferences szerzetes és usztasa katonai lelkész volt, aki részt vett a jugoszláviai második világháború alatti atrocitásokban. A jugoszláv polgári bíróság háborús bűnösként ítélte el, 1946-ban akasztással kivégezték.
A háború idején a Vatikán teljes körű diplomáciai kapcsolatokat tartott fenn a Független Horvát Állammal, és tudott az usztasák azon erőfeszítéseiről, hogy a szerbeket katolikus hitre térítse. Néhány korábbi pap, főként ferencesek, különösen Hercegovinában és Boszniában, maguk is részt vettek az atrocitásokban. Filipović-Majstorović 1942. február 7-én csatlakozott az usztasákhoz és részt vett a közeli falvak 2730 szerb lakosának, köztük 500 gyereknek brutális lemészárlásában. Állítólag ezt követően elbocsátották a rendből. A jasenovaci koncentrációs tábor főőre lett, ahol szadizmusa miatt a „Fra Sotona” (Sátán testvér) becenevet kapta.

## Élete és pályafutása
Filipović 1915. június 5-én született, de korai éveiről nem sokat jegyeztek fel. 1938-ban Banja Lukában a Petrićevac kolostorban csatlakozott a ferences rendhez, és felvette a „Tomislav” nevet. 1941-ben, a Független Horvát Állam (NDH) megalakulását követően Filipovićot az észak-hercegovinai Rama régióba küldték káplánnak, de nem vállalta el a megbízatást. Helyette az usztasa mozgalomba jelentkezett lelkészként, és Szarajevóban az usztasáknál lett katonai lelkész.
Filipovićot (későbbi nevén Tomislav Filipović-Majstorović) a Poglavnik II. testőrzászlóaljához osztották be. Két szemtanú és egy magas rangú német tábornok nyilatkozata szerint Filipović 1942. február 7-én zászlóalja tagjait kísérte el a szerbek kiirtását célzó hadműveletben a Banja Luka északi szélén fekvő Drakulić településre és két szomszédos faluba, Motikéra és Šargovacra. A hadművelet túlnyomórészt elérte célját. Több mint 2300 szerb civilt – férfiakat, nőket és gyerekeket – öltek meg, általában baltákkal vagy csákánnyal, és csak néhányan élték túl a mészárlást. 
Eugen Dido Kvaterniknek, az állami belbiztonsági szolgálat vezetőjének banja lukai irodájából 1942. február 9-én és 11-én kelt jelentések megjegyezték, hogy a šargovaci áldozatok között 52 gyermek is volt a falu általános iskolájában. Az első jelentés a bányában, az iskolában és a három faluban összesen 2287-en halottról szól. A második jelentés az iskola halálos áldozatainak számát 37-ről 52-re módosítja, így az áldozatok száma 2302-re nő.
Filipovićot valószínűleg az olasz hadsereg kérésére, amely akkor még az NDH területének egy részét megszállva tartotta, a mészárlásban való részvétele miatt a németek hadbíróság elé állították. 1942. április 4-én a hírek szerint a zágrábi pápai legátus felfüggesztette kápláni posztjáról, a horvát hadbíróság pedig börtönbe zárta. Nincs bizonyíték arra, hogy a katolikus egyház kiközösítette volna, de állítólag 1942. október 22-én, amikor Ógradiskába helyezték át, a ferences rendből is eltávolították.
A második világháború után felállított horvát állami bizottságnak tett vallomásában, amely a „megszálló erők és kollaboránsaik által elkövetett háborús bűnök kivizsgálására irányult”, Filipović azt állította, hogy nem vett részt a február 7-i mészárlásban. Edmund Glaise-Horstenau tábornok, a régió magas rangú német tisztje azonban belevette Filipovićot egy jelentésbe, amelyben kijelentette, hogy a pap, valamint bizonyos személyek és más katolikus papok azt megelőzően részt vettek egy tervezési értekezleten. Beszámolt arról, hogy az Usztasa volt banja lukai városi parancsnoka, Viktor Gutić és a városi bíróság elnöke, dr. Stilinović is részt vett az ülésen.

## A jasenovaci koncentrációs táborban
Vjekoslav Luburić közvetlen beavatkozása révén, aki akkor az NDH belső biztonsági szolgálatának (Ustaška nadzorna služba, szó szerint: Usztasa Felügyeleti Szolgálat) III. részlegét vezette, amely az usztasa bábállam fogolytábor rendszerének igazgatásáért volt felelős, Filipovićot gyorsan szabadon engedték, majd a jasenovaci táborkomplexumba helyezték ki, ahol eleinte olyan kedvezményes státuszú fogvatartott volt, aki segítette az Usztasát. Később, 1942 elején Jasenovac közelében egy kis tranzittábor parancsnokának nevezték ki, ahol állítólag megölt egy rabot, mert az elrejtett egy vekni kenyeret.
Nem sokkal ezután a tömeges kivégzésekért felelős Ljubo Miloš parancsnok és Ivica Matković parancsnokhelyettes közvetlen beosztott őrparacsnoka, majd később, 1942. június 10-én egészen Matković márciusi visszatéréséig pedig a főtábor parancsnoka lett. 1942-ben Luburić új vezetéknevet adott Filipovićnak. A „Majstorović” név egy „mester” vagy „mesterember” jelentésű helyi szóból származik. Ettől kezdve a dokumentumok hol ezen a néven, hol pedig Filipović-Majstorovićként említették. Josip Riboli tanuvallomása szerint megnyert egy fogadást, amelyet ő, Marinko Polić és Jerko Maričić, mindketten a tábor hírhedt altisztjei kötöttek. Eszerint Majstorović, Polić és Maricić azon versengtek, hogy melyikük a jobb mészáros. Az áldozatoknak addig kellett térdelni előttük, amíg a homlokuk a földhöz nem ért, a hóhérok ekkor tarkónlőtték őket. Ha a halál nem állt be azonnal, egyikük kést fogott, és elvágta az áldozat torkát.
Egy másik, különösen kegyetlen gyilkosságot ír le az egykori zsidó fogoly, Egon Berger „44 hónap Jasenovacban” című könyvében: „Fra Majstorović sminkelt és púderezett arccal, elegáns öltönyben és zöld vadászkalapban, elragadtatva figyelte az áldozatokat. Odalépett a gyerekekhez, és még a fejüket is megsimogatta. A társasághoz csatlakozott Ljubo Milos és Ivica Matkovic is. Fra Majstorovic elmondta az anyáknak, hogy most megkeresztelkednek a gyermekeikért. Elvették a gyerekeket az anyáktól. Az a gyerek, akit Majstorovic atya a karjába vett, ártatlanul simogatta gyilkosa festett arcát. Az anyák zavartan figyelték a helyzetet. Életüket ajánlották fel kegyelemért a gyerekekért. Két gyereket a földre fektettek, a harmadikat pedig labdaként a levegőbe dobták. Majstorovic atya tőrt felfelé tartva háromszor elhibázta, de a negyedik alkalommal viccelve és nevetgéléssel eltalálta gyereket, melyet átszúrt a tőrrel. Az anyák a földre vetették magukat, a hajukat tépték, és rettenetesen kiabálni kezdtek. A 14. eszéki század usztasa őrei elvitték és megölték őket. Amikor mindhárom gyereket ilyen brutálisan megölték, ez a három kétlábú vadállat pénzt váltott, mert úgy tűnt, tétjük volt, ki fog először tőrt beledöfni egy gyerekbe.”

### Jasenovac parancsnokaként
A háború után Filipović bevallotta, hogy személyesen ölt meg mintegy 100 foglyot, és még több ember tömeges kivégzésén vett részt. Becslése szerint parancsnoksága alatt a jasenovaci főtáborban mintegy 20-30 000 foglyot gyilkoltak meg. Elmondta, hogy a foglyokat gyakran előkészített lövészárkokban állították le, ahol valamennyiüket kalapácsütéssel ölték meg. A továbbiakban ismertette Ógradiska, egy elsősorban nőknek szánt fogolytáborban eltöltött parancsnoki időszakát, amelyet a jasenovaci rendszeren belül V. tábornak jelöltek: „1942. október végétől 1943. március 27-ig Ógradiskán [voltam]. Ez idő alatt, általában a táboron kívül, mint például Mlakában és Jablanacon tömeges felszámolásokat hajtottak végre, de néhány foglyot Jasenovacra is küldtek. Ezeket a nagy transzportokat Matković Ivica (azaz Ivica Matković) parancsára hajtották végre, így 2-3000 embert küldtek el. 1945. április 16-án visszatértem Jasenovacra, ahol végig maradtam. Tudom, hogy elfedjék a tettek nyomait, abban az időben exhumálták és égették el gradinai foglyok holttesteit. Az utolsó rabok likvidálásában nem vettem részt, csak az exhumálásban.”
Miután meghallgatott 62 jasenovaci túlélőt, akiket az okiratban rendszerint teljes címmel sorolt fel, a háborús bűnökkel foglalkozó bizottság 1946-ban Filipovićot azon 13 usztasa közé sorolta, akik „kiemelkedtek” brutalitásukkal és a gyilkosságban való közvetlen részvételükkel. Beszámolt arról, hogy Filipović a szadizmusban még a foglyokat álklinikán halálra vagdaló hírhedt Ljubo Miloš kegyetlenségét is túlszárnyalta. A bizottság Filipović vallomását az atrocitásokban való részvételéről „döntő fontosságú” beismerésének tekintette, de az általa megadott számokkal kapcsolatban megjegyezte: „Minden meghallgatott tanú, aki maga is fogoly volt, teljes következetességgel és bizonyossággal beszél egy sokkal nagyobb számról, különösen a Majstorovic által megölt áldozatok számát illetően”. A bizottság egy tanút, Tomo Krkacot idézte, aki leírta, hogy Filipović „nagyon gyakran” lőtt le rabokat az úgynevezett nyilvános kivégzések során, és a foglyokat arra kényszerítette, hogy kalapáccsal öljenek meg más foglyokat.
Dr. Nikola Nikolić horvát orvos és akadémikus, aki a III. táborban raboskodott, az egyik első publikált visszaemlékezésben az életről és halálról a Jasenovac komplexumban így írta le első találkozását Filipovićcsal: „A hangja szinte nőies volt, ami ellentmondott fizikai termetének és durva arcának”. Nikolić felidézte, hogy egy csoport fogoly második sorában állt, akiket felsorakoztak, miközben nézték, ahogy egy másik csoport foglyot terelnek Filipović elé, aki előre hívta Nikolićot, hogy orvosként szemtanúja lehessen „műtétünknek, melyet érzéstelenítés nélkül hajtunk végre.” Filipović ezután agyonlőtt két foglyot, és azt mondta egy társának, hogy „fejezze be a többit”.
Nikolić egy másik túlélőt, Josip Ribolit idézi: „Matkovićhoz és Milošhoz képest, akiknek az arca felfedte belső természetük aljasságát, Filipović Majstorović kedvesnek és gyengédnek tűnt – kivéve, amikor a mészárlás éppen zajlott. Akkor összehasonlíthatatlan volt. Ő volt az összes gradinai tömeggyilkosság vezetője. Minden este elment mészárolni, és vérrel borítva tért vissza.” Riboli a horvát háborús bűnöket kivizsgáló bizottságnak is vallomást tett. Egyes túlélők beszámolói szerint Filipović miközben a tábort irányította, továbbra is lelkészként tevékenykedett, és néha ferences rendi öltözetét viselte, miközben súlyos bűneit elkövette. Ezért „Fra Sotona” (Sátán atya) néven vált ismertté. Ronald Rychlak szerint Filopovicsot 1942. október 22-én, amikor áthelyezték Stara Gradiškába állítólag „kihallgatták, elítélték és kizárták a ferences rendből, még mielőtt a háború véget ért volna”.
1944 szeptemberében Filipovićot Dinko Šakićcsal és másokkal együtt egy ad hoc hadbíróságba tették, amelyet a partizánokkal való kapcsolatteremtéssel és szökés tervével vádoltak elítélésére hívtak össze. A horvát háborús bűnökkel foglalkozó bizottság előtt nem tudta megmagyarázni, miért tartottak szükségesnek egy ilyen eljárást, amikor az usztasák már több ezer embert megöltek „borzalmas eszközökkel, minden indoklás és eljárás nélkül”. A jelentés szerint mind a 31 vádlott foglyot, miután súlyos kínzáson estek át, beleértve a megvakításokat, az ujjak összezúzását és a gázfúvóval való égetéseket, felakasztották. Filipović vallomásában azt mondta: „Mi [a hadbíróság] nem vizsgáltunk semmit, csak aláírtuk az ítéleteket.”

### Ógradiska parancsnokaként
Miroslav Filipović-Majstorović a túlnyomórészt nőket és gyerekeket befogadó ógradiskai tábor vezetőjeként szintén a szadizmusban jeleskedett. Egy jasenovaci zsidó túlélő, Egon Berger leírta szerb gyerekek szadista meggyilkolását, míg két másik tanú, Simo (vagy Sime) Klaić és Dragutin Škrgatić szerint 1942 karácsonyán Miroslav (Filipović-Majstorović) misét mondott, majd később szemlét rendelt el, ahol késsel megölt négy rabot, miközben egy Alkalaj nevű szarajevói zsidót éneklésre kényszerített, majd Alkalajnak megparancsolta, hogy menjen oda hozzá, mely után mellkason szúrta és elvágta a torkát. Aztán megölt 56 boszniai zsidót úgy, hogy dróttal megkötözte, majd baltával megütötte őket, akik így mindannyian egy kútba estek. Ezután mintegy 40 bosnyák falusi lakost lőtt fejbe. Škrgatić megerősítette, hogy Filipović mise után fejbe lőtte a falubelieket, és hozzátette: „Majstorović idejében gyakoriak voltak a mustrák és a kivégzések. Majstorović szerzetes előnyben részesítette a gyilkosságok misztikus megközelítését... Miután megölte őket, leült egy székre, és azt mondta, hogy „igazságtétel történt”. Egy Ivan Placec nevű szemtanú még hozzátette, hogy Filipović aznap kilenc rabot lőtt le szökési kísérlet miatt. Josip Erlih is látott egy hasonló alkalmat, amikor – állítása szerint Filipović nyolc rabot lőtt le.

## Elfogása és halála
Filipović 1943-ban és 1944-ben hírszerzőként is tevékenykedett Hercegovinában és Közép-Boszniában, valamint a likai IV. usztasa egység parancsnokhelyetteseként szolgált. 1945. május elején Ausztriába menekült, ahol brit fogságba esett és kiadták Jugoszláviának. 1946-ban Belgrádban háborús bűnök miatt állították bíróság elé. A horvát háborús bűnöket kivizsgáló bizottságnak tett nyilatkozatával egybehangzó tanúvallomást tett, ahol bűncselekményekben való részvételét egyes esetekben elismerte, más esetekben pedig tagadta. Bűnösnek találták, halálra ítélték és felakasztották. Kivégzésekor a ferences rend öltözetét viselte.

## Film
A 2020-as „Dara in Jasenovac” című történelmi drámában Miroslav Filipović-Majstorović szerepét Vuk Kostić játssza.

## Fordítás
Ez a szócikk részben vagy egészben  a   Miroslav Filipović című angol Wikipédia-szócikk ezen változatának fordításán alapul.  Az eredeti cikk szerkesztőit annak laptörténete sorolja fel. Ez a jelzés csupán a megfogalmazás eredetét és a szerzői jogokat jelzi, nem szolgál a cikkben szereplő információk forrásmegjelöléseként.